# ساسيا إفريقي
ساسيا أفريقي (الاسم العلمي: Sasia  africana) (بالإنجليزية: African  Piculet)‏ هو طائر ينتمي إلى نقار الخشب (فصيلة: Picidae).